# Apró tinamu
Az apró tinamu (Crypturellus soui) a tinamualakúak (Tinamiformes) rendjébe, ezen belül a tinamufélék (Tinamidae) családjába tartozó faj.

## Rendszerezése
A fajt Johann Hermann francia orvos és természettudós írta le 1783-ban, a Tinamus nembe Tinamus soui néven.

## Alfajai
- Crypturellus soui albigularis (Brabourne & Chubb, 1914)
- Crypturellus soui andrei (Brabourne & Chubb, 1914)
- Crypturellus soui capnodes Wetmore, 1963
- Crypturellus soui caquetae (Chapman, 1915)
- Crypturellus soui caucae (Chapman, 1912)
- Crypturellus soui harterti (Brabourne & Chubb, 1914)
- Crypturellus soui inconspicuus Carriker, 1936
- Crypturellus soui meserythrus (P. L. Sclater, 1860)
- Crypturellus soui modestus (Cabanis, 1869)
- Crypturellus soui mustelinus (Bangs, 1905)
- Crypturellus soui nigriceps (Chapman, 1923)
- Crypturellus soui panamensis (Carriker, 1910)
- Crypturellus soui poliocephalus (Aldrich, 1937)
- Crypturellus soui soui (Hermann, 1783)[2]

## Előfordulása
Mexikó déli részétől, Közép-Amerikán keresztül, Dél-Amerika közepéig honos. Természetes élőhelyei a szubtrópusi és trópusi síkvidéki esőerdők és cserjések, valamint ültetvények. Állandó, nem vonuló faj.

## Megjelenése
Testhossza 24 centiméter, a hím testtömege 65-204 gramm, a tojóé 174-268 gramm.

## Életmódja
Gyümölcsökkel, bogyókkal, gumókkal és magvakkal táplálkozik, de fontosak számára a rovarok is.

## Természetvédelmi helyzete
Az elterjedési területe rendkívül nagy, egyedszáma viszont csökken, de még nem éri el a kritikus szintet. A Természetvédelmi Világszövetség Vörös listáján nem fenyegetett fajként szerepel.